# 希爾溫托斯
希爾溫托斯是立陶宛的城市，位於該國東部的希爾溫塔河畔，由維爾紐斯縣負責管轄，始建於14世紀，面積906平方公里，市內的第一間教堂在1475年建成，2010年人口6,913。